# Cortesana
El término cortesana, en su uso moderno, es un eufemismo para referirse a una amante o prostituta que es «mantenida», y en particular a una con clientes ricos, poderosos o influyentes. Históricamente, el término se refería a un cortesano, esto es a una persona que asistía a la corte de un monarca u otra persona poderosa.

## Historia
En la sociedad feudal europea, las cortes eran el centro del gobierno y la residencia del monarca, y la vida social y política a menudo se entremezclaban completamente. Antes del Renacimiento, los cortesanos y cortesanas tenían la función de transmitir información a dignatarios visitantes, cuando no se podía confiar en los sirvientes. En la Europa renacentista, los cortesanos jugaban un papel extremadamente importante en la sociedad de clase alta. En tanto era costumbre durante esta época que las parejas reales llevaran vidas separadas—comúnmente los matrimonios se hacían simplemente para preservar los linajes y asegurarse alianzas políticas—hombres y mujeres a menudo buscaban gratificación y compañía de parte de personas que vivían en las cortes. De hecho, el verbo «cortejar» originalmente significaba «estar o residir en la corte», y posteriormente pasó a significar «comportarse como un cortesano» y de allí a «cortejo» o «prestar atención amorosa a alguien». El compañero más íntimo de un gobernante era llamado el «favorito» o «valido».
En el uso renacentista, la palabra italiana cortigiana, femenino de cortigiano («cortesano») empezó a referirse a una persona que asiste a la corte, y luego a una mujer bien educada e independiente, en algún momento una artista o artesana entrenada en danza y canto, en particular una asociada con la sociedad rica, poderosa o de clase alta y a quien se le brindaban lujos y estatus a cambio de brindar entretenimiento y compañía.
Una figura masculina comparable a la de la cortesana fue el chichisbeo italiano, el criado chevalier francés, y el cortejo o estrecho español.
Las cortesanas del este de Asia, en particular aquellas del imperio japonés, tenían un rol social diferente al de sus contrapartes europeas. Ejemplos de cortesanas japonesas incluyen la clase de las oiran, que se centraban más en el aspecto del entretenimiento en comparación con las cortesanas europeas.
Las cortesanas en la antigua India era conocidas como ganikas, y eran el centro de la vida de las ciudades. Según el historiador Sanjay K. Gautam, la cortesana en la India era «un símbolo tanto del placer erótico sexual como del estético».

## Categorías

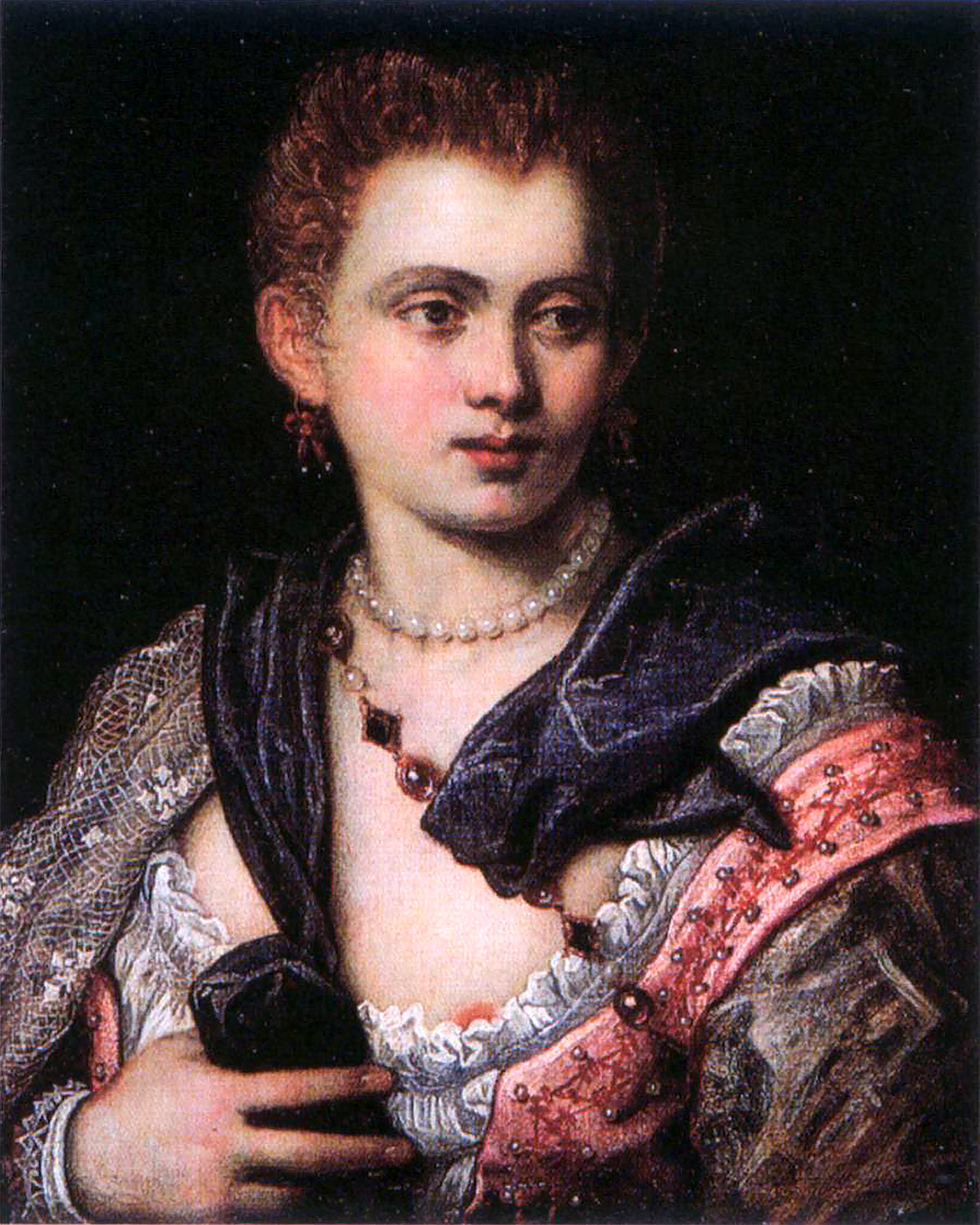
Verónica Franco, famosa poetisa y cortesana veneciana. Retrato de Paolo Veronese.

Un tipo de cortesana era conocida (en Italia) como cortigiana onesta, o cortesana honesta, que era presentada como una intelectual. Otro era la cortigiana di lume, una cortesana de clase baja. Las primeras fueron aquellas que más eran buscadas con propósitos amatorios y eran tratadas más o menos igual que las nobles. Es con este tipo de cortesana con quien más se asocia el arte de la «courtisanerie».[cita requerida]
Las cortigiane oneste usualmente estaban bien educadas y eran mundanas (a veces incluso más que una mujer promedio de clase alta) y, a menudo, llevaban carreras simultáneas como intérpretes o artistas. Típicamente eran escogidas en función de su «crianza»—sus habilidades sociales y de conversación, su inteligencia, sentido común y capacidad de brindar compañía)—tanto como de sus atributos físicos. Usualmente, era su ingenio y personalidad lo que las diferenciaba de las mujeres comunes y corrientes. El sexo constituía apenas una faceta de la variedad de servicios que prestaba una cortesana. Por ejemplo, iban bien vestidas y listas para tomar parte en una variedad de temas que iban desde el arte hasta la música y la política.
En algunos casos, las cortesanas provenían de familias bien acomodadas e incluso estaban casadas—eso sí, con maridos que se encontraban por debajo de sus clientes en la escala social. En tales casos, sus relaciones con personas de alto estatus social podían potencialmente mejorar el estatus de sus cónyuges o familiares y, por lo tanto, las más de las veces, los esposos estaban al tanto de la profesión y actividades de sus esposas cortesanas.

## Diferencias en estatus

### Como empleo primario
Las cortesanas provenientes de familias pobres brindaban una encantadora compañía durante períodos prolongados, sin importar cuáles pudieran haber sido en el momento sus propios sentimientos o compromisos, y ocasionalmente tenían que estar preparadas para tener que hacerlo con poca antelación. También estaban sujetas a un estatus social más bajo así como frecuentemente a la desaprobación religiosa, debido a los aspectos inmorales percibidos relacionados con su profesión y a su dependencia de la courtisanerie como su fuente principal de ingresos. En casos como este, una cortesana dependía económicamente y de manera exclusiva de su benefactor o benefactores, lo que la hacía vulnerable; Cora Pearl es un buen ejemplo de ello.

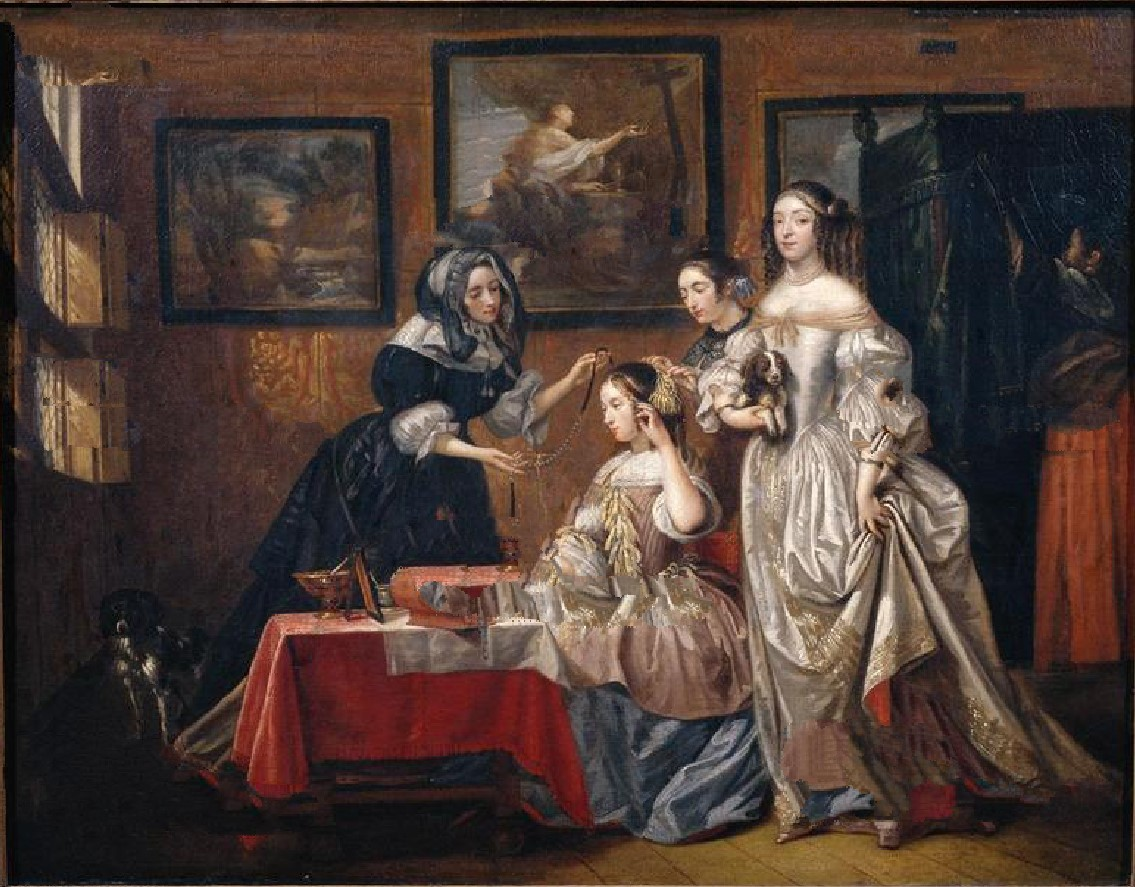
Cortesanas con sus sirvientas, de Lancelot Volders.

A menudo, las cortesanas que servían en tal función comenzaban su carrera como prostitutas, si bien muchas llegaban a la profesión por otros medios. No era raro que una cortesana entablara una relación sentimental a largo plazo por contrato con un benefactor rico. Tales contratos eran redactados y presenciados por abogados, y eran vinculantes. La mayoría incluía alguna provisión respecto al bienestar financiero de la cortesana más allá del final de la relación, en la forma de una renta vitalicia. Muchas de tales mujeres se volvieron tan poderosas social y financieramente que podían ser exigentes sobre los hombres con quienes se asociaban; en otras palabras, elegían a sus amantes como lo haría cualquier otra amante, y no a la inversa. Benefactores ricos hacían todo lo posible a la hora de cortejar a una cortesana como premio, siendo el objetivo último alcanzar un contrato a largo plazo con ella como amante.
Ocasionalmente, las cortesanas pasaban de un benefactor a otro, lo que hacía que fueran vistas en círculos sociales como inferiores tanto a sus benefactores como a aquellos con riqueza y poder con los que socializaban. A menudo, en casos de este tipo, si la cortesana había servido de manera satisfactoria a un benefactor, ese benefactor, al terminar la aventura, la cedía a otro benefactor rico como un favor a la cortesana, o le arreglaba en un matrimonio concertado con un benefactor semi-rico. Si en cambio la cortesana había enfadado a un benefactor o lo había dejado insatisfecho, comúnmente se veía expulsada de los círculos ricos y las más de las veces regresaba a la prostitución callejera.

### Por beneficios sociales o políticos
No debe confundirse con una amante real
Quienes provenían de familias adineradas, por nacimiento o por matrimonio, y que actuaban como cortesanas solo para el avance social o político propio y/o de sus cónyuges, eran generalmente tratadas como iguales. Eran más respetadas por sus parejas extramatrimoniales, tanto anteponiendo las obligaciones familiares de cada uno a la relación como planeando sus propias relaciones o compromisos sociales para no estorbar con las obligaciones maritales de los amantes.
Las aventuras de este tipo eran a menudo de corta duración y terminaban cuando la cortesana o el cónyuge de la cortesana recibían el estatus o posición política deseada, o cuando el benefactor escogía la compañía de otra cortesana y compensaba económicamente a su antigua amante. En casos como este, ambas partes involucradas a menudo lo veían simplemente como un acuerdo comercial. El benefactor era consciente de los favores políticos o sociales que la cortesana esperaba de él, la cortesana sabía el precio que se debía pagar por esos favores realizados, y cada uno satisfacía las demandas del otro.
En general, estas transacciones eran seguras, ya que tanto la cónyuge del benefactor como el cónyuge de la cortesana generalmente sabían perfectamente del acuerdo, y la cortesana no dependía exclusivamente del benefactor. Más bien, era simplemente un asunto de beneficios obtenidos para los involucrados. Pública y socialmente, acuerdos de este tipo fueron comunes durante los siglos XVII, XVIII y XIX, así como a comienzos del siglo XX, y eran generalmente aceptados en círculos adinerados.

## Duración de la carrera
En siglos posteriores, a partir de mediados del siglo XVIII, las cortesanas se empezaron a ver a menudo abandonadas por sus benefactores, si bien las épocas en que podían ser castigadas con la ejecución pública o la cárcel a raíz de sus estilos de vida promiscuos habían terminado. Hay numerosos ejemplos de cortesanas que, al mantenerse discretas y respetuosas con sus benefactores, lograron extender sus carreras hasta la mediana edad o más allá y retirarse con una buena seguridad económica; Catherine Walters es un buen ejemplo. Para finales del siglo XIX, y durante un breve período a comienzos del siglo XX, las cortesanas habían alcanzado un nivel de aceptación social en muchos círculos y ambientes, a menudo incluso hasta el punto de convertirse en amigas y confidentes de las esposas de sus benefactores.
La mayoría de las veces, una mujer que fungía como cortesana se mantenía en tal función solo mientras pudiera demostrarse útil para su compañero o compañeros. Esto, por supuesto, excluía a aquellas que fungían como cortesanas pero que ya estaban casadas con miembros de la alta sociedad. Con respecto a aquellas que hacían de su servicio como cortesana su principal fuente de ingresos, el éxito se basaba solamente en su gestión financiera y su longevidad. Muchas ascendieron en las filas de la realeza, sirviendo primero como amantes de nobles menores, y finalmente alcanzando el papel de amante (no oficial) de un rey o príncipe.
Pietro Aretino, escritor del renacimiento italiano, escribió una serie de diálogos (Capricciosi ragionamenti) en los que una madre le enseña a su hija qué opciones están disponibles para las mujeres y cómo ser una cortesana eficaz. El novelista francés Honoré de Balzac escribió sobre una cortesana en su Splendeurs et misères des courtisanes (1838-1847). Émile Zola igualmente escribió una novela, Nana (1880), sobre una cortesana en la Francia del siglo XIX.

## Cortesanas famosas
La lista a continuación contiene ejemplos de cortesanas profesionales. No deben confundirse con amantes reales, excepto en casos en que una cortesana profesional haya sido también una amante real.
Además de la lista, el término «cortesana» se ha empleado a menudo en contextos políticos en un intento de dañar la reputación de una mujer poderosa o menospreciar su importancia. Debido a esto, existe aún un gran debate histórico sobre si ciertas mujeres en la historia pueden ser llamadas cortesanas. Por ejemplo, el título se le aplicó a la emperatriz bizantina Teodora, que comenzó su vida como actriz erótica pero que luego se convirtió en esposa del emperador Justiniano y, tras su muerte, en una santa ortodoxa. El término también se ha aplicado a mujeres influyentes como Ana Bolena, Umrao Jaan, Madaline Bishop, Diane de Poitiers, Mathilde Kschessinska, o Gabrielle «Coco» Chanel.[cita requerida] El intento de definir a tales mujeres como cortesanas a menudo pretende atraer la atención sobre ciertas cualidades, ambiciones o conductas percibidas que se consideran cortesanas. Debido a esto, solo se incluyen cortesanas profesionales.

### SigloXVIIy antes

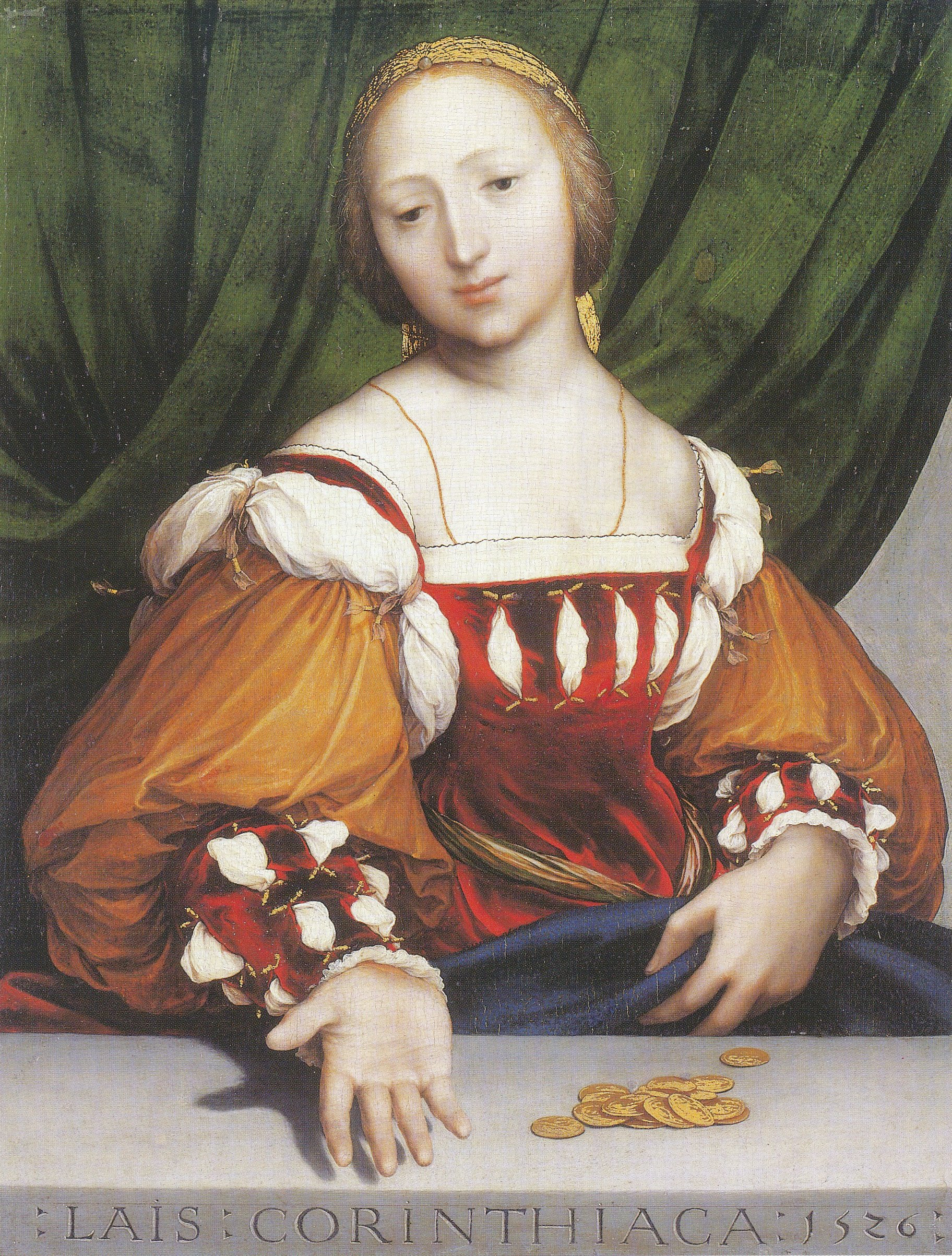
Lais de Corinto de Hans Holbein el Joven, Museo de arte de Basilea.

- Ambapali (siglo V a. C.), nagarvadhu-cortesana de Vaishali, quien siguiendo las enseñanzas de Buda se convirtió en arahant.
- Anarkali (siglo XVII) cortesana de Salim (posteriormente emperador mogol Jahangir )
- Arib al-Ma'muniyya en árabe: عَرِيب المأمونية‎, 797-890 d. C.), qiyan-cortesana
- Chen Yuanyuan (1624–1681), Yiji-cortesana china , una de las famosas Ocho bellezas de Qinhuai .
- Diaochan (nacida en 169 d. C.), amante del señor de la guerra Dong Zhuo y del guerrero Lü Bu durante los Tres Reinos chinos
- Faḍl al-Shāʻirah (en árabe: فضل الشاعرة‎, muerta en 871 d. C.), qiyan-cortesana
- Hwang Jin-yi (fl. 1550): legendaria gisaeng-cortesana de la dinastía Joseon
- ʽInān (en árabe: عِنان‎   , muerte en 841), qiyan-cortesana
- Imperia Cognati (1486-1512), cortesana de la Roma renacentista, conocida como la «primera cortesana» en Europa
- Kanhopatra (siglo XV) santa-poetisa y cortesana marathi india
- Lais de Corinto (siglo V a. C.), hetera-cortesana
- Lais de Hícara (asesinada en el 340 a. C.), hetera-cortesana
- Li Shishi (1062-1127), cortesana china, empleada regularmente por el emperador Huizong de Song
- Li Ye (m. 784), Yiji-cortesana y poeta china
- Marion Delorme (circa 1613-1650): amante de George Villiers, duque de Buckingham, del príncipe de Condé y del cardenal Richelieu
- Ninon de l'Enclos (1615-1705): amante del Príncipe de Condé y de Gaspard de Coligny
- Friné (siglo IV a. C.), hetera-cortesana
- Praecia (fl. 73 a. C.), cortesana romana
- Shāriyah (en árabe: شارِية‎, c. 815 -870 d. C.), qiyan-cortesana
- Su Xiaoxiao (finales del siglo V), Yiji-cortesana
- Takao II (高尾, 1640 - 1659), oiran-cortesana japonesa
- Taïs (siglo IV a. C.), hetera-cortesana
- Teodora (siglo VI) (c. 500 - 28 de junio de 548), actriz y cortesana bizantina, posteriorimente esposa de Justiniano I del Imperio Bizantino
- Tullia d'Aragona (c. 1510): cortesana principal en varias ciudades italianas y poetisa publicada
- Verónica Franco (1546-1591): una cortigiana onesta veneciana que fue alguna vez amante del rey Enrique III de Francia y fue representada en la película Dangerous Beauty
- Volumnia Citeris (siglo I a. C.), actriz y cortesana mimae romana
- Yu Gam-dong (siglo XV), gisaeng-cortesana coreana

### SiglosXVIIIyXIX

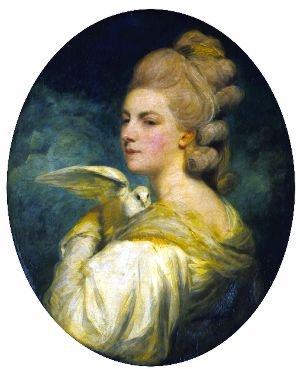
María Nesbitt

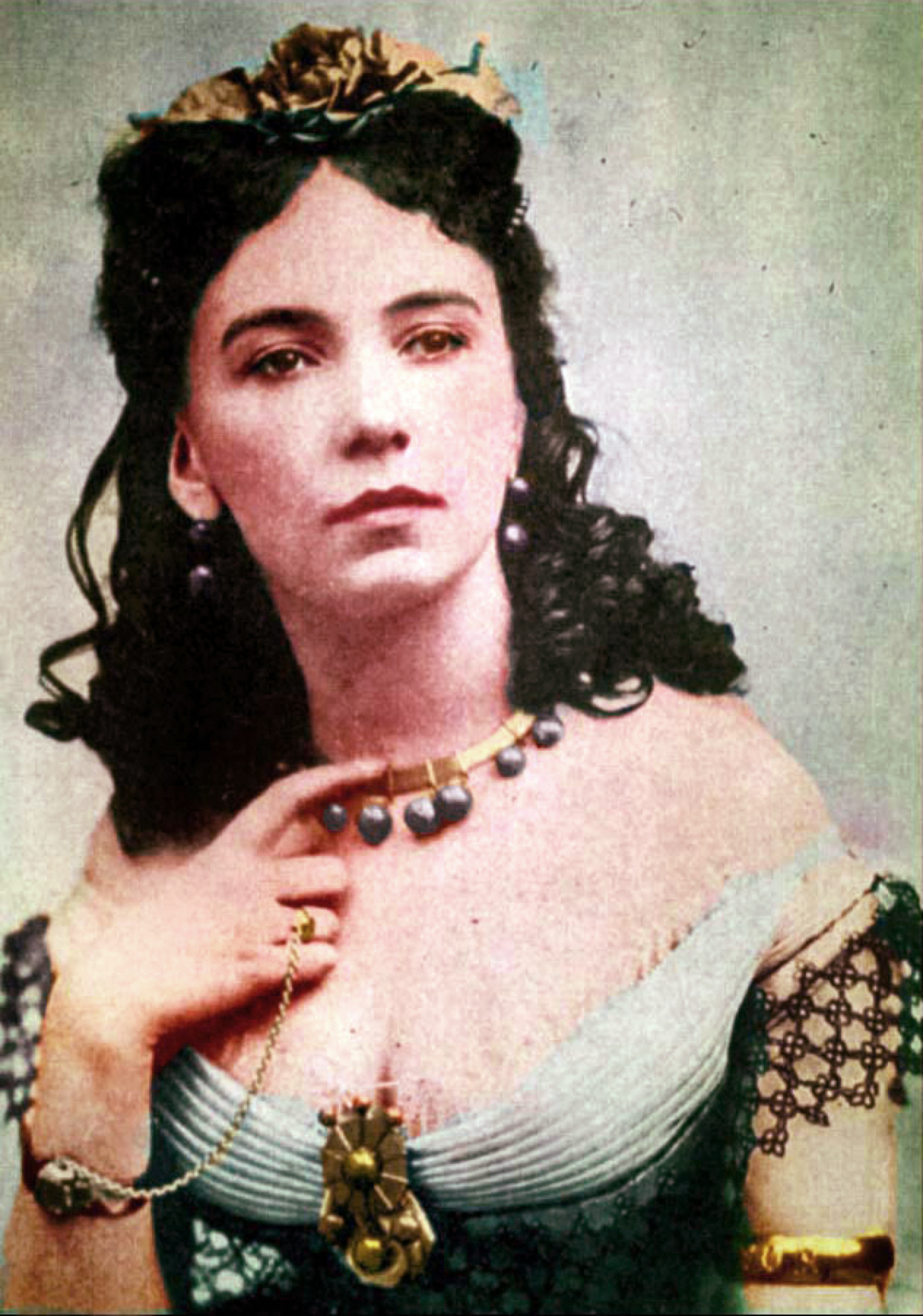
Cora Pearl

- Binodini Dasi (1862-1941), actriz y cortesana india
- Blanche d'Antigny (1840–1874), cortesana francesa; Émile Zola la utilizó como modelo principal para su novela Nana.
- Catherine Walters (1839-1920), cortesana británica
- Charlotte Slottsberg (1760-1800), bailarina y cortesana sueca, amante pero no amante real oficial de Carlos XIII de Suecia
- Claudine Guérin de Tencin (1681-1749), cortesana francesa y más tarde famosa peluquera
- Cora Pearl (1836–1886), demimonde-cortesana ("Grande Horizontale") del Segundo Imperio
- Dorotea Jordan (1761-1816), actriz y cortesana británica
- Elisa Lynch (1835–1886), cortesana irlandesa, esposa de facto de Francisco Solano López, presidente de Paraguay
- Emma Hamilton (1765-1815), modelo y actriz inglesa, esposa de William Hamilton y amante de Lord Nelson
- Grace Elliott (¿1754?–1823), cortesana británica
- Harriette Wilson (1786-1846), cortesana británica
- Josefa Ordóñez (1728 - m. después de 1792), actriz y cortesana mexicana
- Kitty Fisher (fallecida en 1767), cortesana y modelo británica
- La Bella Otero (1868-1965), cortesana española
- La Païva (1819–1884), demimonde-cortesana francesa ("Grande Horizontale") del Segundo Imperio
- Liane de Pougy (1869-1950), cortesana francesa y bailarina del Folies Bergère
- Lola Montez (1821-1861), bailarina irlandesa, amante del rey Luis I de Baviera
- Madame du Barry (1743-1793), cortesana francesa, última <i>Maîtresse-en-titre</i> de Luis XV de Francia
- Mah Laqa Bai (7 de abril de 1768 - agosto de 1824), tawaif-cortesana india
- Marie Duplessis (1824-1847), cortesana francesa, una de las más conocidas de la época de Luis Felipe
- Marie-Louise O'Murphy (1737–1814), cortesana francesa, amante pero no amante real oficial de Luis XV de Francia
- Mary Nesbitt (1742-1825), cortesana y espía británica
- Mata Hari (1876-1917), cortesana y espía
- Rosalie Duthé (1748-1830), cortesana francesa, ha sido llamada «la primera rubia tonta registrada oficialmente».
- Sai Jinhua (1872-1936), cortesana china
- Sophia Baddeley (1745-1786), cortesana británica
- Støvlet-Cathrine (1745–1805), cortesana danesa, amante pero no amante real oficial del rey Cristián VII de Dinamarca
- Zofia Potocka (1760-1822), cortesana griega, amante de Gregorio Potemkin y esposa de Szczęsny Potocki

### Cortesanas famosas en la ficción
- Angellica Bianca en la obra de Aphra Behn de 1677 The Rover.
- Bianca en el Otelo de William Shakespeare es considerada una cortesana de Casio.
- Bianca, que aparece en El vampiro Armand de Anne Rice, es una cortesana.
- En Fanny Hill: or, the Memoirs of a Woman of Pleasure, de John Cleland, Fanny pasa de ser una pobre campesina huérfana a una cortesana adinerada y capacitada que finalmente encuentra su amor verdadero y se retira para casarse. Su historia se cuenta en primera persona a través de varias cartas a amigos que detallan su vida como cortesana.
- En In the Company of the Courtesan de Sarah Dunant, Fiammetta Bianchini, una renombrada cortesana de Roma, y su enano ingenioso ascienden al éxito entre las intrigas y secretos de la Venecia renacentista.
- En el libro La Orden de la Academia Spence, Pippa acusa a Felicity de tener una madre cortesana y consorte, y que se escapó a Francia no solo para administrar un salón sino para estar con su amante, un francés.
- Inara Serra es una compañera de la Alianza del siglo XXVI, una posición inspirada en las cortesanas, en la serie de televisión Firefly de Joss Whedon.
- Kamala, en Siddhartha de Herman Hesse.
- Komagata Yumi en el manga Rurouni Kenshin: Meiji Kenkaku Roumantan .
- La dama de las camelias es una novela sobre una cortesana, del autor francés Alexandre Dumas, hijo que fue convertida en la ópera La traviata del compositor italiano Giuseppe Verdi. En la novela, el nombre de la cortesana es Marguerite Gautier; en la ópera, es Violetta Valéry. «La traviata» en italiano se traduce como «La descarriada».
- Lysandra en la serie de libros Trono de cristal de Sarah J. Maas, una cortesana que cambia de forma y trabaja para pagar sus deudas y cuidar a su acólita rescatada, Evangeline.
- Madame Gabrielle de Courtesan: A novel, de Dora Levy Mossanen. Touchstone, 2005. ISBN 0-7432-4678-0
- Magda en La rondine de Puccini.
- Muchos ejemplos en la literatura india y las películas de Bollywood: Sahibyaan en Pakeezah, Umrao Jaan en la novela urdu Umrao Jaan Ada y sus adaptaciones, Chandramukhi en Devdas.
- La película Kama Sutra: A Tale of Love de Mira Nair de 1996 destaca la profesión de las cortesanas en la India del siglo XVI, incluyendo a Rasa Devi (Rekha) y Maya (Indira Varma).
- Nana, en la novela homónima de Émile Zola de 1880 es una cortesana.
- Odette de Crecy de En busca del tiempo perdido de Marcel Proust es una cortesana de la Belle Époque francesa, gana una notoria reputación retozando con aristócratas, artistas y burgueses, de ambos sexos.
- Paola y la hermana Teodora eran las líderes de las cortesanas de Florencia y Venecia (respectivamente) en el videojuego Assassin's Creed II. En su secuela, Assassin's Creed: Brotherhood, se muestra que Madame Solari es la líder de las cortesanas en Roma. Las cortesanas también brindan una mecánica de juego en los dos juegos, el personaje principal Ezio Auditore puede contratar pequeños grupos de cortesanas que pueden usarse para escoltar al asesino sin ser notado y para distraer a guardias hostiles.
- Phèdre nó Delaunay, la principal cortesana de Terre D'Ange en las novelas <i>Kushiel's Legacy</i> de Jacqueline Carey.
- Satine, interpretada por Nicole Kidman, una actriz/cortesana que se enamora de un poeta/escritor sin dinero interpretado por Ewan McGregor, en la película de 2001 de Baz Luhrmann, Moulin Rouge!
- Sha'ira, una «Conserte» asari de la serie de juegos de computadora Mass Effect.
- Las obras de teatro, musicales y películas de Broadway basadas en el libro Gigi tratan sobre una joven parisina a la que su tía abuela, una cortesana jubilada, está entrenando para ser cortesana.
- Ulla Winblad, en los famosos poemas del siglo XVIII de Carl Michael Bellman .
- Vasantasena, una nagarvadhu en la antigua obra sánscrita india Mṛcchakatika de Śūdraka.
- Vittoria Corombona en la obra de teatro de John Webster The White Devil. Se la describe en el título alternativo de la obra como «la famosa curtizán veneciana».